# King Arthur: Knight's Tale
King Arthur: Knight's Tale est un jeu vidéo de rôle tactique développé et édité par NeocoreGames. Il est sorti pour Windows en 2022. Il s'agit d'un jeu de Dark fantasy de la légende arthurienne dans lequel les joueurs contrôlent Mordred.

## Développement
King Arthur: Knight's Tale a été financé sur Kickstarter en 2020, est entré en accès anticipé en janvier 2021 et est sorti pour Windows le 26 avril 2022. Des versions console sont prévues mais non datées. En novembre 2022, un mode escarmouche a été ajouté au jeu gratuitement. Dans le même temps, deux DLC payants ont été publiés et ajoutent de nouvelles escarmouches. Il a été développé en Hongrie.

## Accueil
King Arthur: Knight's Tale a reçu des critiques positives selon Metacritic. Eurogamer a estimé que le niveau de difficulté par défaut offrait toutes les options tactiques requises, mais manquait de profondeur et de défi, ce qui rendait les batailles ennuyantes. RPGFan explique que le jeu possède "des tactiques charnues, une histoire somptueuse et des visuels succulents". RPGamer a apprécié le combat tactique, mais a déclaré que l'atmosphère sinistre peut rendre le jeu oppressant et répétitif.